# Степан Ристић
Степан Ристић (Радљево код Уба, 27. децембар 1887 — Радљево, 23. септембар 1953) био је српски земљорадник и зидар, те учесник два Балканска рата, као и Првог светског рата. Носилац је Сребрног војничког ордена Карађорђеве звезде са мачевима, Златне и Сребрене медаље за храброст, Албанске споменице и све три споменице за учешће у ослободилачким ратовима од 1912. до 1918. године.

## Биографија
Степан Ристић рођен је у селу Радљево код Уба, 27. децембар 1887. године. Потиче из породице која се у другој половини XVIII века доселила из Мајиновића, села у ваљевској Подгорини. Отац му Марко, земљорадник, умро је у заробљеништво 1917. године, а мајка Живка, домаћица, преминула је три године касније. Већ по завршетку основне школе латио се напорних сељачких послова.

### Ратно искуство
Редовни војни рок служио је 1909. године у IV чети II батаљона V пешадијског пука „Краљ Милан“ у Ваљеву. Као редов и поднаредник у II чети II батаљона V пешадијског пука Дринске дивизије I позива активно је учествовао у свим ослободилачким ратовима од 1912. до 1918. године. Био је веома храбар, упоран и пожртвован борац па је починио више подвига. Рањен је 28. новембра 1914. године на положају Кличевац код Ваљева, у леву ногу. Са својом јединицом повлачио се преко Албаније до Крфа. По доласку на Солунски фронт починио је још неколико јуначких подвига. Тако је, на пример, приликом налета непријатељских војника 3. септембра 1918. године, на положају Градешница бацао бомбе на њих и тако осујетио њихов силовити јуриш. За тај подвиг одликован је Сребрним војничким орденом Карађорђеве звезде са мачевима. Поред тог високог ратног одликовања имао је Златну и Сребрену медаље за храброст, Албанску споменицу и све три споменице за учешће у ослободилачким ратовима од 1912. до 1918. године.
Пошто је имао само хектар обрадиве земље бавио се зидарским пословима, па је сазидао многе куће и друге објекте у Радљеву и околним селима. Доста се ангажовао и у земљорадничком задругарству па је неко време радио и као продавац у задружној продавници. У политичком погледу припадао је Земљорадничкој и Демократској странци. Током Другог светског рата био је симпатизер народноослободилачког покрета, па је по ослобођењу као стари ратник, поштен и цењен човек биран у органе нове власти.
У браку са Даринком (девојачки Васиљевић из Радљева) имао је сина Радисава и кћери Љубинку и Смиљану.
Степан Ристић умро је 23. септембар 1953. године у свом родном Радљево.